# Королевский восточнокентский полк
Королевский восточнокентский полк (англ. Royal East Kent Regiment), также известный под названиями «Буйволы», «Баффы» или «Буйволокожие» (англ. The Buffs) — полк линейной пехоты английской и британской армий, созданный в графстве Кент и нёсший службу в гарнизоне Кентербери. Основан де-факто в 1572 году, является одним из старейших пехотных полков Британской армии и 3-м в порядке старшинства и важности, поэтому на протяжении многих лет был известен также как 3-й пехотный полк (англ. 3rd Regiment of Foot). Полк участвовал в войнах Англии и Великобритании на протяжении почти 400 лет, отметившись 116 воинскими почестями. В 1881 году после военных реформ Хью Чайлдерса полк получил наименование Баффы (восточнокентский полк) (англ. Buffs (East Kent Regiment)), а 3 июня 1935 года — наименование Баффы (Королевский восточнокентский полк) (англ. Buffs (Royal East Kent Regiment)).
В 1961 году полк был объединён с Личным Её Величества королевским Западно-Кентским полком в Королевский Кентский полк личных Её Величества баффов; 31 декабря 1966 года объединился с Её Величества королевским Суррейским полком, Королевским Сассекским полком и Миддлсексским полком (личным герцога Кембриджского) в Полк Её Величества. В 1992 году полк Её Величества объединён с Королевским Хэмпширским полком в Королевский полк принцессы Уэльской (Её Величества королевские хэмпширцы).

## История

### Образование и борьба за независимость Нидерландов
Протестанты всей Европы (в том числе Англия) поддержали борьбу Нидерландов за независимость от Испании, вылившуюся в Восьмидесятилетнюю войну. В 1572 году Людвиг Нассау-Дилленбургский, который отправился в Париж за помощью от короля Карла IX в борьбе против испанцев, встретился в городе с английским послом и собрал несколько пеших и конных отрядов, с которыми затем отправился в провинцию Эно. Этими частями изначально командовал английский офицер сэр Уильям Морган (англ. William Morgan), а они отличились во взятии Монса 24 мая 1572 года и его последующей обороне от войск герцога Альбы. В том же году королева Елизавета, встревоженная событиями в Испанских Нидерландах, объявила о предоставлении политического убежища всем фламандцам, которые окажутся на территории Англии, а в марте началась подготовка отряда добровольцев из числа жителей Лондона, который был представлен впервые 1 мая 1572 года в Гринвиче. Этот отряд получил название Пешая рота Томаса Моргана (англ. Thomas Morgan's Company of Foot): в её состав вошли 300 человек из городского ополчения Лондона. Среди бойцов этой роты были солдаты, участвовавшие в боях в Ирландии, Франции и Шотландии, но числившиеся на тот момент безработными. Командиром отряда был капитан Томас Морган. Именно эта рота считается предшественником 3-го пехотного полка Британской армии.
Рота Томаса Моргана высадилась в районе Флиссингена, незадолго до очередной атаки войск герцога Альбы. В ходе обороны Монса они завоевали доверие со стороны горожан, которые даже настаивали на том, чтобы Морган стал губернатором города. К гарнизону Монса присоединилось подкрепление сэра Хамфри Джилберта (англ. Humphry Gilbert) численностью 1500 человек (10 рот по 150 человек), а также небольшие французские и валлонские силы, которые позволили отбросить испанцев после очередной атаки. Вскоре Джилберт отправился в экспедицию, собрав 1400 английских солдат, 600 французов и 400 фламандцев: он перехватил испанский караван с 16 орудиями и несколькими обозами с боеприпасами. Однако вскоре ему пришлось возвращаться обратно, поскольку поступили сообщения о сдаче Монса. Его небольшой отряд высадился около города на полуострове Зёйд-Бевеланд, пытаясь помочь англичанам и нидерландцам взять Гус, однако его силы потерпели неудачу, и Джилберт отступил к Валхерену. Позже тот же отряд Джилберта отражал натиск испанского десанта под командованием губернатора дона Руфелло: испанцы были настолько уверены в своей победе, что взяли с собой большое количество верёвок, чтобы повесить всех, кого возьмут в плен. Однако после разгрома испанских сил англичане, заполучив в качестве трофеев многочисленные верёвки, сами же и повесили на них своих пленников. Вторая попытка Джилберта взять Гус была более продуманной: в битве отличились и войска капитана Моргана, и французские части. Однако город так и не покорился, поскольку вовремя подоспело испанское подкрепление из Берген-оп-Зом. После неудачи Джилберт вернулся в Англию.
В то время как испанцы осаждали контролируемый голландцами Харлем, на помощь осаждённым подошло подкрепление в размере 10 свежих рот, прибывших из Англии: их объединили в полк во главе с капитаном Томасом Морганом, произведённым в полковники. Принц Оранский отправил в расположение полка городское ополчение под командованием барона Баттенбурга (6 тысяч пехотинцев и 600 кавалеристов). Попытка этими силами прорвать осаду города, которую вели 20 тысяч испанцев, не удалась: в ходе сражения погиб сам барон, а в августе 1573 года после семимесячной осады изморенный голодом гарнизон капитулировал. Испанцы после падения города вырезали более 2 тысяч местных жителей, вымещая на них злость за свои потери. В дальнейшем полк Моргана и несколько шотландских рот участвовали в обороне Дельфта от наступавших испанцев: в ходе этого сражения отличился капитан Честер, руководивший двумя сотнями английских бойцов и произведённый за свою храбрость в подполковники. В 1574 году после серии поражений герцог Альба покинул Нидерланды, а командование испанскими войсками вместо него принял Луис де Рекесенс.
В 1586 году английские добровольцы роты Томаса Моргана и шотландские добровольцы были объединены в Англо-шотландскую бригаду, которая до 1782 года так или иначе под разными наименованиями и в разных видах несла службу в вооружённых силах Нидерландов до 1782 года.

### Войны XVII века
В 1665 году, после начала Второй англо-голландской войны, части Англо-шотландской бригады получили приказ присягнуть на верность штатгальтеру, а отказавшихся подвергали гражданской казни. Сэр Джордж Даунинг, английский посол в Нидерландах, на собственные средства собрал из тех, кто отказался присягать штатгальтеру, Голландский полк (англ. Holland Regiment), который получил название 4-й (Голландский морской) полк (англ. 4th (The Holland Maritime) Regiment), а в 1668 году был переименован в 4-й (Голландский) полк (англ. 4th (The Holland) Regiment).
После начала Третьей англо-голландской войны герцогу Бекингему дозволили сформировать ещё восемь рот, однако в феврале 1674 года война завершилась заключением Вестминстерского мирного договора. Эти солдаты в составе Англо-шотландской голландской бригады участвовали в Голландской войне 1672—1678 годов, в ноябре 1688 года сопровождали короля Вильгельма III в Англию. Позже полк был принят в систему английских войск как 4-й полк Лорда-верховного адмирала (англ. 4th The Lord High Admiral's Regiment), а с 1689 года носил имя 3-й (принца Георга Датского) пехотный полк (англ. 3rd (Prince George of Denmark's) Regiment of Foot). Во время Девятилетней войны нёс службу в Нидерландах, сражаясь при Валькуре, Стенкерке и Ландене. В Англию вернулся после заключения в 1697 году Рейсвейкского мирного договора.

### Войны XVIII века
Во время войны за испанское наследство полк участвовал в кампаниях герцога Мальборо, а именно в битвах при Бленхейме, Рамильи, Мальплаке и Ауденарде, прежде чем в августе 1714 года вернулся в Англию. До реформы 1751 года этот полк, как и другие английские полки, носил имена своего командира, которое менялось после смерти последнего (начало было положено кончиной Георга Датского в 1708 году), однако полк также назывался Голландским полком или отзывался на «Баффы» (англ. Buffs, букв. «буйволы» или «буйволокожие») — последнее прозвище было дано по цвету отделки мундиров, цвету кожи буйвола. Чтобы не путать полк с 31-м Хантингдонширским пехотным полком, 3-й полк стали называть «Старыми буйволами» (англ. The Old Buffs), а 31-й полк — «Молодыми буйволами» (англ. The Young Buffs).
Начиная с 1719 года, когда была совершена экспедиция в Виго, следующие 25 лет полк нёс гарнизонную службу в Англии и Шотландии. В 1742 году полк вернулся во Фландрию, когда шла Война за австрийское наследство, под именем полка Томаса Говарда. Чтобы не путать его с полком сэра Чарльза Говарда, полк Томаса Говарда стал называться «Баффами» или «Буйволокожими», а полк Чарльза Говарда — «Грин Говардс» (англ. Green Howards) или «Зелёные говардцы». В июне 1743 года участвовал в Деттингенском сражении, в мае 1745 года — в битве при Фонтенуа. После того, как в 1745 году грянуло Второе якобитское восстание, полк вернулся в Шотландию, где участвовал в битве при Фолкирк-Мюре в январе 1746 года и в битве при Каллодене в апреле 1746 года. В апреле 1747 года полк вернулся в Нидерланды, приняв участие в битве при Лауфельде.
После заключения Ахенского мирного договора в 1748 году полк вернулся в Англию, где нёс гарнизонную службу на протяжении 10 лет. В 1751 году он был переименован в 3-й пехотный полк, «Баффы» (англ. 3rd Regiment of Foot, "The Buffs"). С 1756 года полк участвовал в Семилетней войне, а осенью 1758 года полк отправился в Вест-Индию, участвуя с января 1759 года в набегах на Мартинику и Гваделупу. Вернувшись в Европу, полк участвовал в июне 1761 года в захвате острова Белль-Иль, а затем перебрался в Португалию, где в августе 1762 года во время англо-испанской войны участвовал в битве за Валенсия-де-Алькантара, вернувшись в Англию весной 1771 года.

### Революционные и Наполеоновские войны

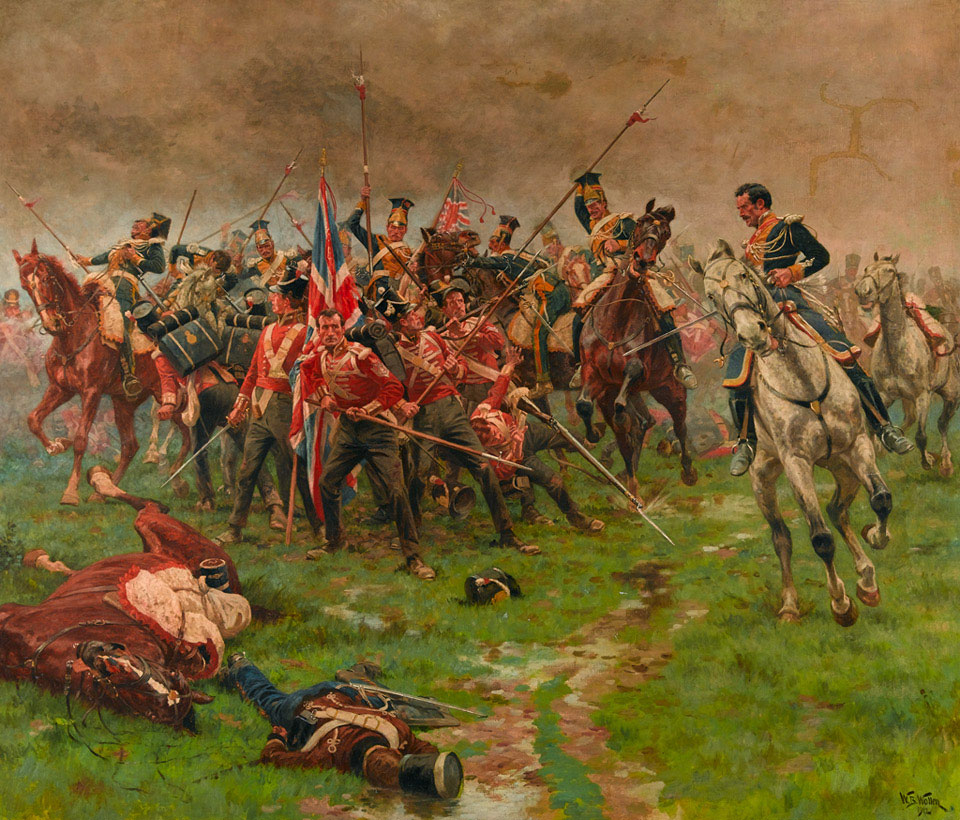
Картина Уильяма Барнса Уоллена «Знамя»: 3-й полк защищает своё знамя в битве при Альбуэре

В декабре 1795 года полк отправился в Вест-Индию, где принимал участие в сражениях французских революционных войн. Полк участвовал в подавлении восстания Федона и захвате Гренады в марте 1796 года, захвате Сент-Винсента в июне 1796 года, захвате Тринидада в феврале 1797 года, а также захвате ряда островов в марте 1801 года, вернувшись домой осенью 1802 года.
В августе 1808 года полк отправился в Португалию, откуда выступил против Наполеона во время Пиренейской войны. Гренадерская рота полка служила под командованием Джона Мура и участвовала в битве при Ла-Корунье в январе 1809 года, прежде чем её в том же месяце эвакуировали в Англию. Остальная часть полка продолжила боевые действия на полуострове: в июле 1809 года он участвовал в битве при Талавере, а в сентябре 1810 года — в битве при Бусаку, прежде чем его отбросили к линиям Торрес-Ведрас. В мае 1811 года участвовал в битве при Альбуэре, а в июне 1813 года сражался при Витории. В ходе последующего преследовании французских войск, отступавших из Испании во Францию, 3-й полк сражался в битвах при Пиренеях в июле 1813 года, при Нивеле в ноябре 1813 года, при Ниве в декабре 1813 года, при Ортезе в феврале 1814 года и при Тулузе в апреле 1814 года. С 1816 по осень 1818 года нёс службу во Франции в составе оккупационного контингента.

### Викторианская эра
В 1821—1827 годах полк нёс службу в австралийском Новом Южном Уэльсе и был разделён на 4 отделения. Первое базировалось в Сиднее с 1821 года, второе — в Хобарте с 1822 года, третье (формально — штаб полка) — в Сиднее с 1823 года. Четвёртое прибыло в Сидней в 1824 году, но позже несло службу в разных австралийских городах: Порт-Далримпл, Парраматта, Ливерпуль, Ньюкасл, Порт-Маккуори и Батерст. В 1827 году полк снова объединили, переведя его в Калькутту. За время несения службы в Австралии полком командовали подполковники У. Стюарт и К. Кэмерон. Зимой 1854 года полк участвовал в осаде Севастополя. В 1858 году 2-й батальон нёс службу на Мальте. Лейтенант Джон Коттер, адъютант батальона, ввёл традицию выкрикивать «Готовьсь, Баффы!» (англ. Steady, The Buffs!). 1-й батальон в последующие годы участвовал во Второй опиумной войне (а именно в боях за Крепости Дагу) и в Перакской войне, а 2-й участвовал в англо-зулусской войне.
Реформы Кардуэлла, проводившиеся в 1870-е годы, в целом не затронули полк: его штабом стали казармы Кентербери с 1873 года. Аналогично полк не был затронут реформами Чайлдерса в структурном плане, поскольку в его составе были два батальона, и объединять его с кем-то не имело смысла. С 1 июля 1881 года полк стал называться Баффы (восточнокентский полк) (англ. Buffs (East Kent Regiment)); в его составе появился 3-й батальон ополчения Восточного Кента (1881—1953) и 4-й батальон ополчения (1881—1888). Основу 1-го и 2-го (Уилда Кентского) добровольческих батальонов составляли два стрелковых добровольческих корпуса.

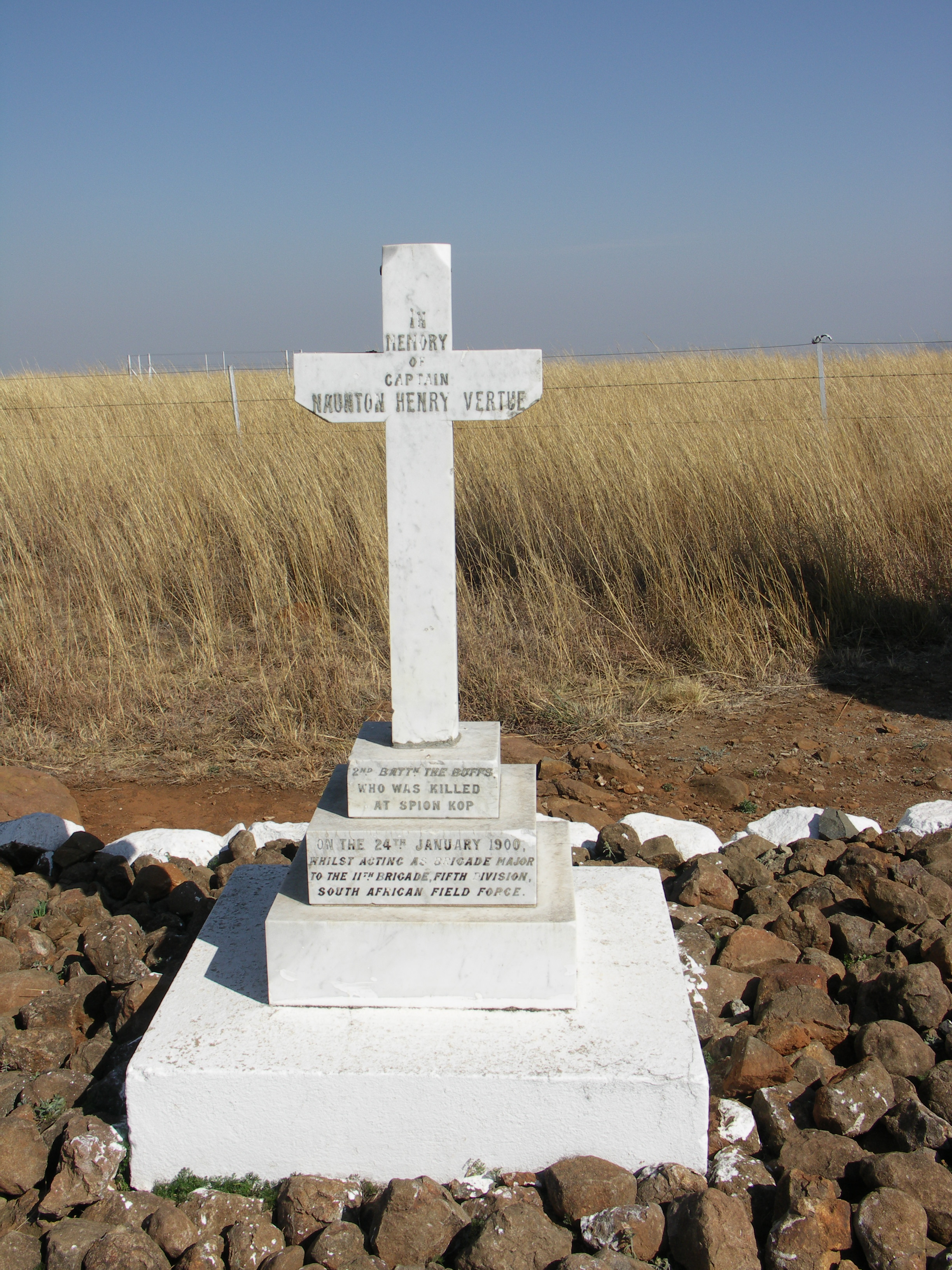
Могила капитана Нонтона Генри Вертю из 2-го батальона, погибшего в битве за Спион-Коп (январь 1900)

1-й батальон после реформы участвовал в англо-египетской войне, с 1885 года располагался на Мальте, затем отправился в Британскую Индию, где нёс службу в Шуэбо (Бирма) до 1902 года и в Пуне. 2-й и 3-й батальоны наравне с 1-м добровольческим (ополчения) и 2-м добровольческим (Уилда Кентского) батальонами участвовали во второй англо-бурской войне, в которой капитан Нонтон Генри Вертю из 2-го батальона, произведённый в майоры, служил в 11-й пехотной бригаде и Юго-Восточном штабе под командованием генерал-майора Эдварда Вудгейта, участвовал в сражении за Спион-Коп и погиб в бою.
По окончании войны в июне 1902 года 540 солдат и офицеров 2-го батальона отправились в Великобританию на борту корабля «Сент-Эндрю», прибыв туда в октябре, а батальон разместили в Дувре. В 1908 году после реорганизации добровольческих сил и ополчения, в ходе которой ополчение было преобразовано в Особый резерв, а добровольческие части стали Территориальными силами, в составе полка появились 3-й батальон Особого резерва, 4-й территориальный батальон на Нортгемптон-стрит в Дувре и 5-й батальон на Ньютаун-роуд в Эшфорде.

### Первая мировая война
После начала Первой мировой войны были мобилизованы ещё 10 батальонов, вошедших в состав полка.
Регулярные войска
1-й батальон полка был собран в Фермое, вошёл в состав 16-й бригады 6-й пехотной дивизии, 12 августа 1914 года прибыл в Кембридж, 8 сентября 1914 года высадился во Франции. 2-й батальон в декабре 1914 года вернулся из Мадраса в Англию, где пребывал в составе 85-й пехотной бригады 28-й пехотной дивизии. 3-й батальон нёс службу в Кентербери в качестве учебной части.
Территориальные силы
1/4-й и 1/5-й (Уилда Кентского) батальоны отправились в Индию в октябре 1914 года, в ноябре 1915 года были переброшены в Месопотамию. 2/4-й, 2/5-й (Уилда Кентского), 3/4-й и 3/5-й (Уилда Кентского) батальоны оставались на территории Англии. 10-й королевский батальон йоменства Восточного и Западного Кента был образован в феврале 1917 года, затем переброшен во Францию в составе 230-й пехотной бригады 74-й йоменской пехотной дивизии.
Новая армия
6-й, 7-й, 8-й служебные и 9-й резервный батальон несли службу во Франции. Капрал 6-го батальона Уильям Ричард Коттер, скончавшийся 14 марта 1916 года от тяжёлых ранений, посмертно был награждён Крестом Виктории за то, что руководил подчинёнными, несмотря на тяжелейшие ранения. В 1919 году часть личного состава батальонов участвовала в третьей англо-афганской войне.

### Вторая мировая война

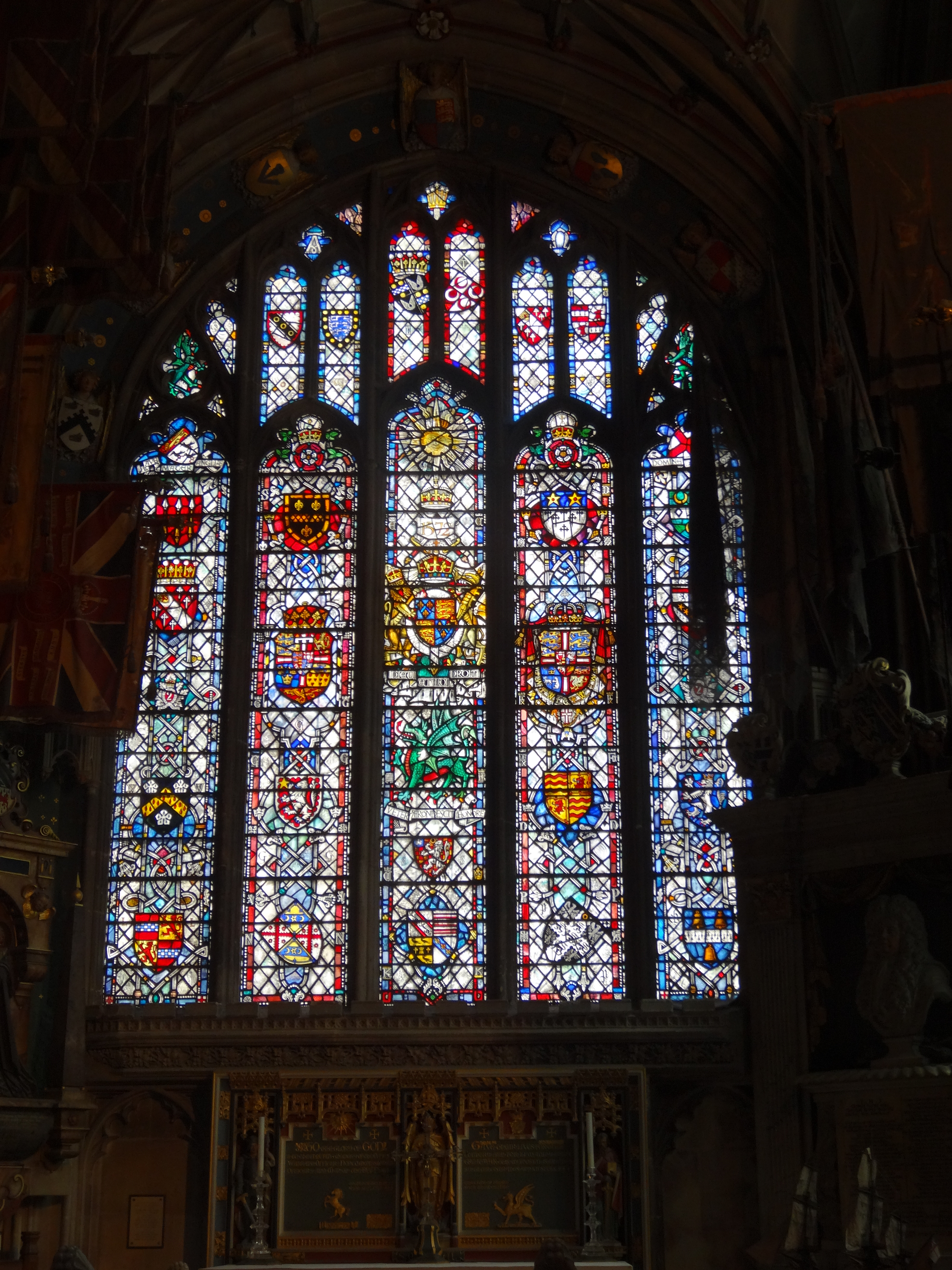
Витраж в Кентерберийском соборе Кента в Часовне баффов (Buff's Chapel) или Воинской часовне (Warriors' Chapel) — гербы королевы Елизаветы I и командиров полка вплоть до XX века

1-й батальон, нёсший службу в составе разных частей Британской Индийской армии, сражался в Северной Африке и Италии, в том числе в Анцио-Неттунской операции в составе 18-й пехотной бригады 1-й пехотной дивизии. С августа 1944 года по 1 января 1945 года 18-я бригада несла службу в 1-й бронетанковой дивизии, однако после расформирования танковой дивизии части 18-й бригады разделили по другим воинским формированиям. Так, 1-й батальон до конца войны нёс службу в 24-й пехотной бригаде 56-й Лондонской пехотной дивизии и участвовал в заключительных боях войны в Италии..
2-й батальон воевал в 1940 году во Франции в составе 132-й пехотной бригады 44-й пехотной дивизии, входившей в состав Британских экспедиционных сил. Батальон участвовал в битве за Дюнкерк, после которой был спешно эвакуирован в Британию. Позже 44-я дивизия воевала в Северной Африке: в её распоряжении была только 132-я бригада, а после битвы при Алам эль-Халфе дивизию расформировали, как и бригаду. 2-й батальон продолжал службу до конца войны в 26-й индийской пехотной бригаде, преобразованной в 1944 году в 26-ю пехотную бригаду Британской армии и вошедшей затем в состав 36-й пехотной дивизии. Дивизия в составе 14-й британской армии воевала в Бирме.
4-й батальон был батальоном первого созыва Территориальной армии, который участвовал в боях во Франции в 1940 году. В 1941 году батальон отправился на Мальту, где держал оборону, а затем был включён в состав 234-й пехотной бригады. В 1943 году бригада предприняла неудачную попытку занять Додеканесские острова: британские части, греческие партизаны и перешедшие на их сторону итальянцы из-за постоянных авианалётов не удержали позиции, и командир бригады Роберт Тилни вынужден был капитулировать (до конца войны находился в немецком лагере Офлаг IX-A/H.
5-й батальон был образован в 1939 году как резерв 4-го батальона в связи с удвоением численности Территориальной армии. Изначально он числился в составе 37-й пехотной бригады, входившей в состав 12-й восточной пехотной дивизии — резервной для 44-й пехотной дивизии. Однако 26 октября 1939 года его перевели в 36-ю пехотную бригаду в обмен на 2/6-й батальон Восточно-Суррейского полка. 5-й батальон Восточнокентского полка, как и 6-й и 7-й батальоны Королевского Западно-Кентского полка, несли службу в 36-й бригаде до конца войны. Он участвовал наравне со 2-м и 4-м батальонами в боях во Франции, в том числе и под Дюнкерком. 12-я дивизия понесла огромные потери в связи с тем, что большую часть полка составляли новобранцы, а у дивизии не было ни артиллерии, ни подразделений поддержки. В июле 1940 года дивизию расформировали в связи с огромными потерями, а в 1942 году 36-ю бригаду перевели в состав новой 78-й пехотной дивизии, с которой она приняла участие в операции «Торч» и Тунисской кампании в составе 1-й армии и отличилась в боях за высоту Лонгстоп-Хилл. В составе 8-й британской армии дивизия участвовала в Сицилийской операции и Итальянской кампании, а 5-й батальон и вся 78-я пехотная дивизия несли службу до конца войны и до завершения Северо-Итальянской операции.
В дальнейшем в составе полка появилось ещё некоторое количество батальонов, однако из них в боях за пределами Великобритании участвовали только 7-й и 11-й батальоны, образованные в 1940 году (остальные батальоны были учебными частями или несли гарнизонную службу в Великобритании). 7-й батальон был преобразован в 141-й полк Королевского танкового корпуса из-за нехватки бронетанковых частей в Британской армии, а 11-й батальон — в 89-й лёгкий зенитный артиллерийский полк из-за нехватки артиллерийских частей.

### Послевоенные годы

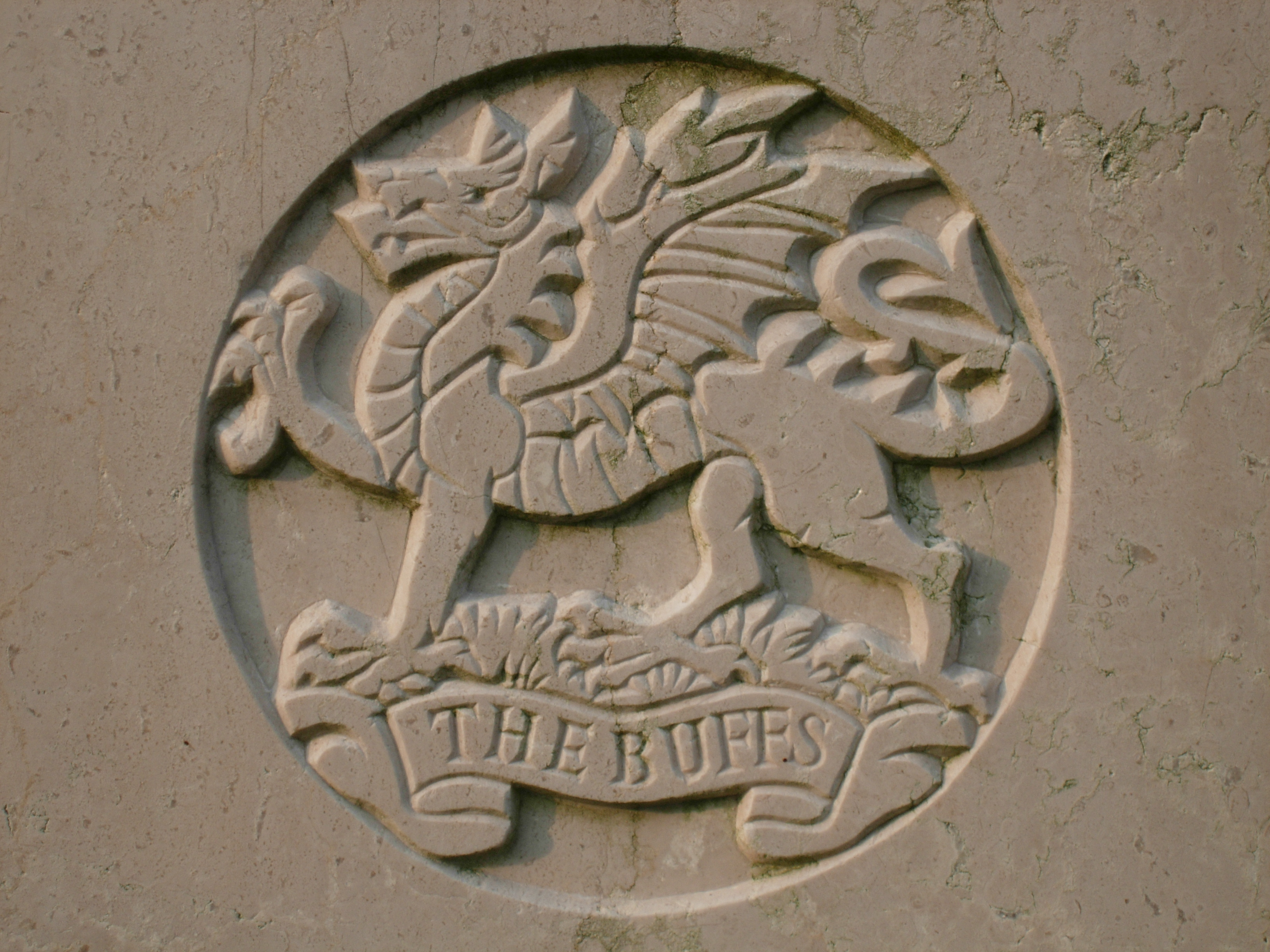
Кокарда полка Баффов на могиле рядового П. М. Годдена, умершего в 1947 году; военное кладбище Стэнли, Гонконг

В 1947 году Территориальная армия снова была реформирована: были объединены 4-й и 5-й батальоны. В 1956 году 5-м пехотным батальоном стал 410-й Кентский полк береговой артиллерии из Королевской артиллерии. В 1961 году Королевский восточнокентский полк (или Баффы) прекратил своё существование, слившись с Личным Её Величества королевским Западно-Кентским полком: на его основе был создан Королевский Кентский полк личных Её Величества баффов. Позже, 31 декабря 1966 года, этот полк был объединён с Её Величества королевским Суррейским полком, Королевским Сассекским полком и Миддлсексским полком (личным герцога Кембриджского) в новый Полк Её Величества. Наконец, с сентября 1992 года, после объединения с Королевским Хэмпширским полком, традиции «Баффов» перенял Королевский полк принцессы Уэльской (Её Величества королевские хэмпширцы).

## Полковой музей
Часть экспонатов полка входит в выставку в доме искусства и науки Бини, а часть является экспонатами Национального музея армии с 2000 года.

## Покровители полка

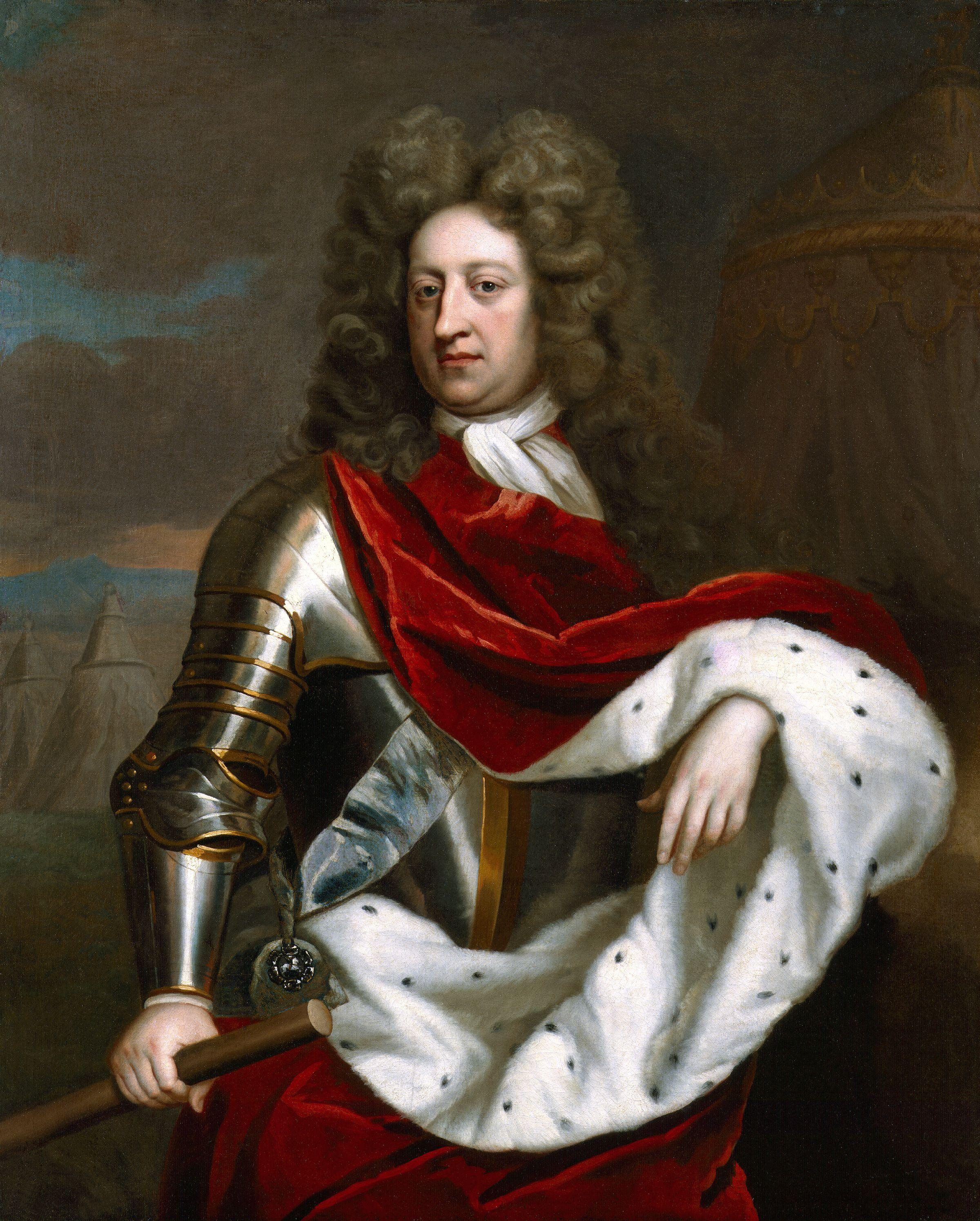
Георг Датский, покровитель полка в 1689—1708 годах

Ниже приведены следующие лица, являвшиеся покровителями полка:
- 1689—1708: принц Георг Датский, муж королевы Анны
- 1906—1914: Фредерик VIII, король Дании
- 1914—1947: Кристиан X, король Дании
- 1947—1961: Фредерик IX, король Дании

## Командиры

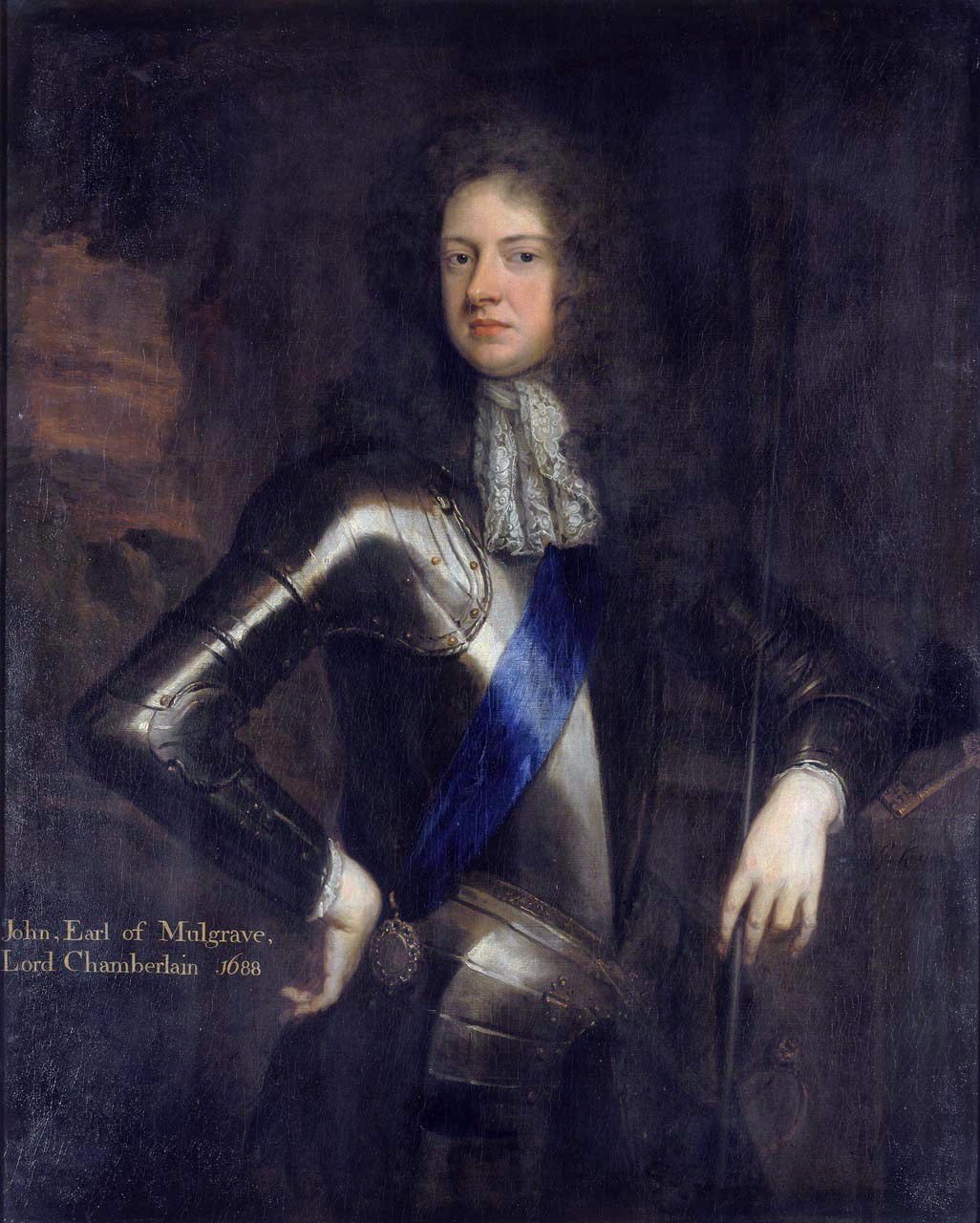
Герцог Бекингем, командир полка в 1673—1682 и 1684—1685 годах

Ниже приводится список всех военных, командовавших полком:
Голландский полк
- 1665—1668: полковник Роберт Сидней (назначен 31 мая 1665 года)[74]
- 1668—1673: генерал-майор сэр Уолтер Вэйн (назначен 12 августа 1668 года)[74]
- 1673—1682: генерал-лейтенант Джон Шеффилд, граф Малгрейв, герцог Бекингем (назначен 12 декабря 1673 года)[75]
- 1682—1684: полковник Филипп Стэнхоуп, 2-й граф Честерфилд[англ.] (назначен 6 ноября 1682 года)[76]
- 1684—1685: генерал-лейтенант Джон Шеффилд, герцог Бекингем (назначен 26 января 1684 года)[77]
- 1685—1688: бригадный генерал сэр Теофилас Оглторп (назначен 25 октября 1685 года)[78]

Полк принца Георга Датского (1689—1708)
- 1688—1707: генерал Чарльз Черчилль (назначен 31 декабря 1688 года)[79]
- 1707—1708: фельдмаршал Джон Кэмпбелл, 2-й герцог Аргайл (назначен 24 февраля 1707 года)[80]

По имени командира полка или же полк баффов (1708—1751)
- 1708—1711: фельдмаршал Джон Кэмпбелл, 2-й герцог Аргайл[81]
- 1711—1713: полковник Джон Селвин (назначен 26 февраля 1711 года)[82]
- 1713—1715: бригадный генерал Арчибальд Дуглас, 2-й граф Форфар (назначен 14 апреля 1713 года)[82]
- 1716—1725: генерал сэр Чарльз Уиллс[англ.] (также командир 1-го полка пешей гвардии и 30-го пехотного полка[англ.]) (назначен 5 января 1716 года)[83]
- 1726—1729: полковник Томас Питт, 1-й граф Лондондерри[англ.] (назначен 26 августа 1726 года)[84]
- 1729—1737: генерал-лейтенант Уильям Тэттон[англ.] (назначен 24 ноября 1729 года)[85]
- 1737—1749: генерал-лейтенант Томас Говард[англ.] (назначен 27 июня 1737 года)[86]
- 1749—1751: фельдмаршал сэр Джордж Говард (назначен 21 августа 1749 года)[87]

3-й пехотный полк, баффы (1751)
- 1751—1763: фельдмаршал сэр Джордж Говард[87]
- 1763—1764: полковник Джон Кроуфорд[англ.] (назначен 13 мая 1763 года)[87]
- 1764—1768: генерал-майор Ральф Бёртон[англ.] (назначен 22 ноября 1764 года)[87]
- 1768—1779: фельдмаршал сэр Джеффри Амхерст, 1-й барон Амхерст (назначен 7 ноября 1768 года)[88]
- 1779—1782: генерал-лейтенант Уильям Сайл (назначен 21 апреля 1779 года)[89]

3-й (восточнокентский) пехотный полк (1782)
- 1782—1786: генерал-лейтенант Уильям Сайл[89]
- 1786—1809: генерал Томас Холл (назначен 18 апреля 1876 года)[89]
- 1809—1815: генерал Чарльз Ли[англ.] (назначен 29 декабря 1809 года)[90]
- 1815—1829: генерал-лейтенант сэр Генри Клинтон (назначен 9 августа 1815 года)[91]
- 1829—1832: генерал сэр Джордж Дон[англ.] (назначен 21 декабря 1829 года)[92]
- 1832—1845: генерал Кеннет Александр Говард, 1-й граф Эффингем (назначен 30 января 1832 года)[93]
- 1845—1854: генерал сэр Генри Кинг
- 1854—1857: генерал-лейтенант сэр Натаниэль Торн
- 1857: генерал-лейтенант Джон Уортон Фрит
- 1857: генерал-майор сэр Генри Хэвлок
- 1857—1860: генерал-лейтенант Беркели Драммонд
- 1860—1863: генерал достопочтенный Чарльз Грей[англ.]
- 1863—1864: генерал-лейтенант Джон Уортон Фрит
- 1864—1870: генерал-лейтенант Дэй Хорт Макдауэлл[англ.]
- 1870—1874: генерал-лейтенант достопочтенный сэр Джеймс Линдси[англ.]
- 1874—1882: генерал Уильям Крэйг Эмилиус Нейпир[англ.]

Баффы (восточнокентский полк) (1881)
- 1882—1909: генерал сэр Джулиус Огастас Роберт Рэйнс[англ.]
- 1909: генерал-майор Фредерик Тейлор Хобсон[англ.]
- 1909—1914: генерал-майор Роберт Джордж Кэкэуич[англ.][94]
- 1914—1928: генерал сэр Артур Генри Фицрой Пэджет[англ.]
- 1928—1937: генерал-майор сэр Артур Линден Линден-Белл[англ.]

Баффы (Королевский восточнокентский полк) (1935)
- 1937—1943: генерал-майор сэр Джон Кеннеди[англ.]
- 1943—1953: генерал-майор достопочтенный Перси Джеральд Скарлетт[англ.]
- 1953—1961: генерал-майор Валентайн Буше[англ.], позже заместитель командира полка личных Её Величества баффов

## Известные отличившиеся бойцы
- Во время битвы при Ла-Альбуэра энсайн Томас, которого окружили враги и потребовали от него сдаться и отдать знамя, прокричал «Расстанусь только со своей жизнью!» и бросил знамя на землю, только когда был смертельно ранен[13]. В том же сражении лейтенант Лэтам защищал подхваченное знамя полка с особой храбростью, отказываясь отдать его врагу и спрятав знамя в своей одежде, где его позже и нашли. Память об этом была увековечена в виде небольшой скульптуры, хранящейся полковом музее «Баффов»[13].
- Во время битвы за форты Дагу рядовой Джон Мойз[англ.] попал в плен к китайцам, где был казнён за то, что отказался совершить обряд коутоу (тройное коленопреклонение и девятикратное челобитие) перед мандарином. О его смерти поэт Фрэнсис Дойл[англ.] написал стихотворение «Рядовой баффов[англ.]»[95].
- В 1879 году в сражении у Роркс-Дрифт против превосходящих по численности сил зулусов участвовал сержант Фредерик Милн (2260) из 2-го батальона 3-го пехотного полка. Согласно известным данным, ночью им была захвачена повозка для подвоза воды бойцам. Милн остался в живых в ходе сражения, а позже ушёл в отставку[96].
- Полковник Ричард Стэнли Хоукс-Муди[англ.], компаньон ордена Бани, историк Британской армии, был в командовании полка. В 1897 году он отправился снимать осаду Малаканда[англ.][97], за что был упомянут в донесениях[англ.][97]. В том же сражении участвовал и будущий премьер-министр Великобритании Уинстон Черчилль, который упоминал Хоукса-Муди в книге «История Малакандских полевых сил[англ.]» в главе XII «В Инаят-Кила».[98]. Муди участвовал также в Читральской экспедиции, находился в расположении летучей колонны генерала Уильяма Форса Гатакра[97]. Посвящён в Военные рыцари Виндзора[англ.], по официальному заказу полка составил книгу «Исторические хроники Баффов (восточнокентский полк), 3-й пехотный полк, 1914—1919» (англ. The Historical Records of The Buffs (East Kent Regiment), 3rd Regiment of Foot, 1914–1919), опубликованную в 1923 году[99][100][101]. Первая копия книги попала в Королевскую библиотеку Виндзоров в 1922 году[102].
- Военный художник[англ.] Эрнест Стаффорд Карлос[англ.] нёс службу в 8-м батальоне полка в 1916 году, с 1917 года пребывал на территории Артуа. Его картины и наброски описывали обыденную жизнь солдат в окопах и вне окопов. 14 или 15 июня 1917 года во время Мессинской операции Карлос погиб при штурме удерживаемых немцами терриконов близ Циллебеке[англ.] — этот участок получил прозвище «Баффский вал» (англ. Buff's Bank). Был захоронен на кладбище Честер-Фарм[англ.][103].
- Рядовой Перси Джеймс Феллоуз (англ. Percy James Fellows) из 10-го батальона, пулемётчик. 18 сентября 1918 года проявил храбрость в ходе битвы при Эпеи[англ.], когда отстреливался из пулемёта Lewis. Нёс службу в составе 230-й пехотной бригады[англ.] 74-й пехотной дивизии. 13 октября 1918 года скончался от ранений, полученных во время решающего наступления в Артуа[104].
- Лейтенант Бернард Джордж Эллис[англ.], инструктор. 21 августа 1918 года спас жизнь солдата во время чрезвычайного происшествия на учениях: при оттачивании навыков выпуска винтовочных гранат одна таковая застряла в стволе винтовки. Спасая сослуживца, Эллис закрыл шлемом ствол винтовки и был ранен в результате взрыва. Награждён в том же году медалью Альберта, в 1971 году — крестом Георга[105].
- Капитан Уильям Дуглас-Хоум[англ.] из 7-го батальона. Отказался в сентябре 1944 года выполнять приказ о штурме Гавра в связи с тем, что из города не эвакуировали гражданских, за что был приговорён к году исправительных работ (в ходе бомбардировок города погибли более 2 тысяч человек). После войны стал драматургом[106].

## Почётное гражданство
Полк, как и его личный состав, считался почётными гражданами Лондонского Сити, что позволяло им маршировать в исторической части города.

## Воинские почести
По британским традициям, воинские почести присваиваются тем частям, которые проявили себя в различных боях, и представляют собой нанесение символического названия сражения на штандарт полка. Королевскому восточнокентскому полку присвоены следующие почести:
- Earlier Wars
  - Blenheim, Ramillies, Oudenarde, Malplaquet, Dettingen, Guadeloupe 1759, Douro, Talavera, Albuhera, Vittoria, Pyrenees, Nivelle, Nive, Orthes, Toulouse, Peninsula, Punniar, Sevastopol, Taku Forts, South Africa 1879, Chitral, Relief of Kimberley, Paardeberg, South Africa 1900-02
- First World War:
  - Aisne 1914, Armentières 1914, Ypres 1915 '17, Gravenstafel, St. Julien, Frezenberg, Bellewaarde, Hooge 1915, Loos, Somme 1916 '18, Albert 1916 '18, Bazentin, Delville Wood, Pozières, Flers-Courcelette, Morval, Thiepval, Le Transloy, Ancre Heights, Ancre 1916 '18, Arras 1917, Scarpe 1917, Messines 1917, Pilckem, Passchendaele, Cambrai 1917 '18, St. Quentin, Avre, Amiens, Bapaume 1918, Hindenburg Line, Épéhy, St. Quentin Canal, Selle, Sambre, France and Flanders 1914-18, Struma, Doiran 1918, Macedonia 1915-18, Gaza, Jerusalem, Tell 'Asur, Palestine 1917-18, Aden, Tigris 1916, Kut al Amara 1917, Baghdad, Mesopotamia 1915-18
- Second World War:
  - Defence of Escaut, St. Omer-La Bassée, Withdrawal to Seine, North-West Europe 1940, Sidi Suleiman, Alem Hamza, Alam el Halfa, El Alamein, El Agheila, Advance on Tripoli, Tebaga Gap, El Hamma, Akarit, Djebel Azzag 1943, Robaa Valley, Djebel Bech Chekaoui, Heidous, Medjez Plain, Longstop Hill 1943, North Africa 1941-43, Centuripe, Monte Rivoglia, Sicily 1943, Termoli, Trigno, Sangro, Anzio, Cassino I, Liri Valley, Aquino, Rome, Trasimene Line, Coriano, Monte Spaduro, Senio, Argenta Gap, Italy 1943-45, Leros, Middle East 1943, Malta 1940-42, Shweli, Myitson, Burma 1945

## НаграждённыеКрестом Виктории
- Майор (произведён в подполковники, позже генерал) Фредерик Фрэнсис Мод[англ.], Крымская война
- Рядовой (позже капрал) Джон Коннорс[англ.], Крымская война
- Капрал (позже колор-сержант) Джеймс Смит[англ.], Первая Момандская кампания[англ.]
- Лэнс-капрал (действующий капрал) Уильям Ричард Коттер[англ.], Первая мировая война

## Униформа и знаки отличия

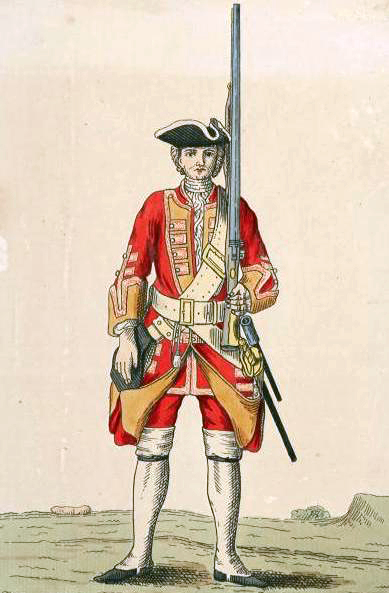
Солдат 3-го пехотного полка (1742 год)

Источники от 1667 года сообщают, что солдаты Голландского полка носили «красные камзолы с жёлтой отделкой» (англ. red jackets lined with yellow). Книга Нэтана Брука Nathan Brook’s Army List 1684 года сообщала, что униформа полка — «красные камзолы с отделкой телесного цвета» (англ. Coated red, lined with a flesh colour). По тёмно-жёлтому цвету нашивок (цвету буйволиной кожи) полк и получил своё прозвище «Буйволокожие» или «Баффы» (англ. Buffs), став ассоциироваться с этим цветом. Выпуск London Gazette 21 января 1685 года содержал описание униформы трёх дезертиров Голландского полка, впервые упомянув цвет кожи буйвола: «новые красные камзолы с отделкой цвета кожи буйвола, сюртук с рукавами, карманы с тремя зубцами, три большие оловянные кнопки, брюки того же цвета, что и отделка» (англ. a new Red Coat lin'd with a Buff colour'd lining, surtout Sleeves, cross Pockets with three scallops, large plain pewter Buttons, Breeches of ths same colour as the Coat lining).
На иллюстрации 1707 года изображён дракон на фоне цвета буйволиной кожи — символ полка, присвоенный тому как знак отличия «в награду за образцовое поведение», как писал в 1839 году историк Ричард Кэннон. Дракона присвоили как щитодержателя герба королевы Елизаветы I, которая издала распоряжение об образовании полка в 1572 году. На протяжении XVIII века дракон и отделка цвета буйволиной кожи (на рукавах, лацканах и подоле камзола) оставались знакам отличия полка. Приказом 1751 года, который сводил к единому стандарту полковые цвета, знамёна, кокарды и униформы, полку было присвоено название «3-й полк, или Баффы». Он стал единственным в то время полком, официальное название которому было дано по цвету отделки мундира. Зелёный дракон в том же приказе фигурировал как «старинная кокарда» полка — он изображался в качестве вышивки или раскрашенной кокарды на головных уборах гренадёров полка, знамени и барабанах.
В 1881 году в ходе реорганизации пехотных полков на территориальной основе в рамках реформ Чайлдерса 3-й пехотный полк был официально переименован, получив название Баффы (восточнокентский полк), лишившись уникальной отделки цвета кожи буйвола: отныне все английские и валлийские полки, в названии которых не было слова «Королевский». Дракон сохранился на металлической кокарде на головных уборах, а на петлицах вместо дракона изображалась белая лошадь Кента. Лошадь была символом ополчения Восточного Кента, личный состав которого и укомплектовал 3-й батальон нового полка. Личному составу полка не нравились новшества, и в 1887 году полку разрешили вернуть прежнюю тёмно-жёлтую отделку на бордовых мундирах: это производилось за счёт полка, а офицер 2-го батальона, капитан Коннеллан разработал смесь из белой глины, с помощью которой и раскрасили отделку. В 1890 году тёмно-жёлтый цвет буйволиной кожи официально приняли в качестве полкового на знамёнах, отделке строевой и парадной униформ, а 23 мая 1894 года на петлицах снова стали изображать дракона.
Вплоть до конца существования кокарда в виде дракона и тёмно-жёлтая отделка цвета кожи буйвола оставались основными отличительными признаками полка. Даже на тёмно-синей парадной униформе № 1, которую британские части носили в послевоенные годы сохранялись эти элементы, хотя цвет кожи буйвола оставался только на окантовке погон.

## Дружественные подразделения
- Канада: Личные Её Величества канадские стрелки[англ.] (1914—1935, 1935—1961)